# 倫迪河
倫迪河（Runde River）是非洲南部國家津巴布韋的河流，位於該國東南部，屬於薩韋河的支流，發源自圭洛高地海拔高度1,240米處，最終海拔高度在165米處注入薩韋河，河道全長418公里。
21°20′S 31°55′E / 21.333°S 31.917°E